# Clive Sinclair
Sir Clive Marles Sinclair (Ealing, Nyugat-London, 1940. július 30. – London, 2021. szeptember 16.) angol vállalkozó és feltaláló volt, aki leginkább mint a számítástechnikai ipar úttörője ismert, valamint számos olyan vállalat alapítójaként, amelyek a hetvenes években és az 1980-as évek elején fogyasztói elektronikát fejlesztettek.
Miután több évet az Instrument Practice segédszerkesztőjeként töltött, Sinclair 1961-ben megalapította a Sinclair Radionics Ltd-t. 1972-ben ő készítette el a világ első karcsú elektronikus zsebszámológépét (Sinclair Executive). Ezt követően 1980-ban a Sinclair Research vállalattal személyi számítógépek gyártásával foglalkozott és gyártotta a Sinclair ZX80-at (az Egyesült Királyság első tömegpiaci otthoni számítógépe kevesebb mint 100 fontért), az 1980-as évek elején pedig a ZX81-et, a ZX Spectrumot és a Sinclair QL-t. A Sinclair Research széles körben elismert fontosságáról a brit és európai otthoni számítógépipar korai időszakában, valamint hozzájárult a brit videojáték-ipar kialakulásához.
A Sinclairnek több kereskedelmi kudarca is volt, köztük a Sinclair Radionics Black Watch karóra, a Sinclair Vehicles C5 akkumulátoros elektromos jármű és a Sinclair Research TV80 lapos képernyős CRT kézi televízió. A C5 kudarca és a meggyengült számítógéppiac arra kényszerítette Sinclairt, hogy 1986-ra eladja a legtöbb cégét. 2010-ig a személyi közlekedésre összpontosított, beleértve az A-bike-ot, egy összecsukható kerékpárt ingázók számára, amely elég kicsi volt ahhoz, hogy elférjen egy kézitáskában. Kifejlesztette a Sinclair X-1-et is, a C5 elektromos jármű átdolgozott változatát, amely soha nem került piacra.
Sinclairt az 1983-as születésnapi kitüntetés alkalmával Knight Bachelor fokozattal lovaggá ütötték az Egyesült Királyság személyi számítógép-iparában nyújtott hozzájárulásáért.

## A kezdetek, családja és tanulmányai
Sinclair apja és nagyapja mérnökök voltak; mindketten a Vickers hajóépítőknél voltak tanoncok. Nagyapja, George Sinclair haditengerészeti építész volt, aki a paravánt (Paravane), egy aknaseprő berendezést készítette. George Sinclair fia, George William "Bill" Sinclair szerzetes, vagy újságíró akart lenni. Apja azt javasolta, hogy először képezze magát mérnöknek; Bill gépészmérnök lett, a második világháború kitörésekor, 1939-ben saját szerszámgép-üzletet vezetett Londonban, majd később az Ellátási Minisztériumnak dolgozott.
Clive Sinclair George Sinclair és Thora Edith Ella Marles gyermekeként született 1940-ben Ealingben, Middlesexben (ma Nyugat-Londonban). Ő és édesanyja biztonság kedvéért elhagyták Londont, hogy egy nagynénjénél szálljanak meg Devonban, ahol végül Teignmouthba költöztek. Nem sokkal ezután távirat érkezett, amely azt a hírt hozta, hogy az ealingi otthonukat lebombázták. Sinclair apja talált egy házat a Berkshire-i Bracknellben. Bátyja, Iain 1943-ban, nővére, Fiona 1947-ben született.
Sinclair a Boxgrove-i Előkészítő Iskolába járt, ahol kiválóan teljesített matematikából. Kevéssé érdekelte a sport, és az iskolában nem találta a helyét. Tíz éves korára apjának anyagi gondjai lettek. Szerszámgépektől indult és miniatűr traktorok importját tervezte az Egyesült Államokból, de fel kellett adnia az üzletet. Apja problémái miatt Sinclairnek többször is iskolába kellett költöznie. A Reading Schoolban eltöltött idő után Sinclair 1955-ben a londoni Highgate Schoolban szerezte meg az O-szintjét, a fizika, a tiszta matematika és az alkalmazott matematika pedig A- és S-szintjét a weybridge-i St. George's College-ban.
Korai éveiben Sinclair fűnyírással és kávézóban való mosogatással keresett pénzt, amivel két és fél pennyvel kapott többet, mint az állandó alkalmazottak. Később nyári munkába kezdett elektronikai cégeknél. A Solartronnál érdeklődött az elektromos meghajtású személyi járművek lehetőségéről. Nyári munkára jelentkezett a Mullardnál, és elkészítette az egyik pályatervét; korát megelőző volta miatt azonban elutasították azt. Még iskolás korában megírta első cikkét a Practical Wireless számára.
Miután 18 évesen otthagyta az iskolát, miniatűr elektronikus készleteket adott el postai úton a hobbipiacon.

## Karrier

### Sinclair Radionics

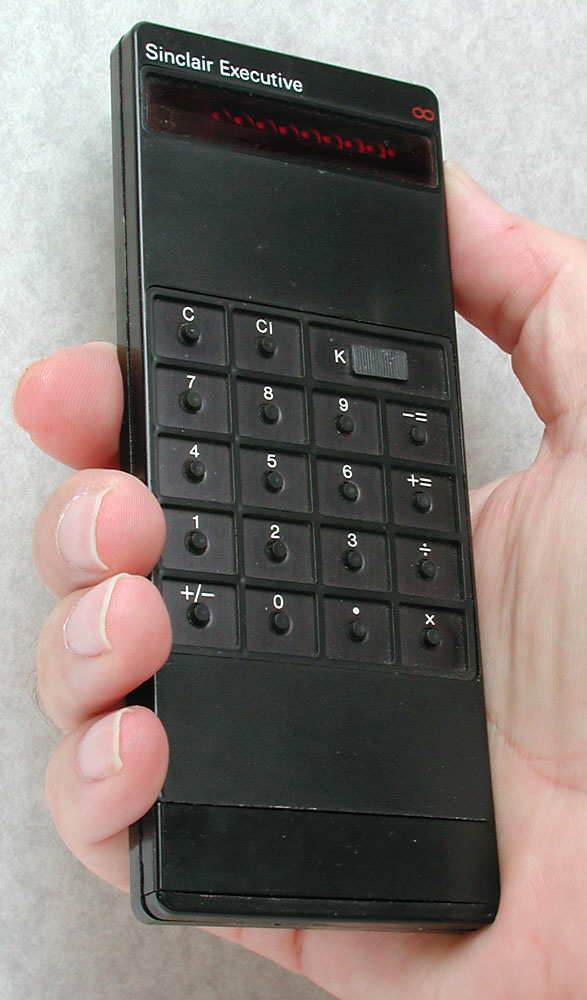
en:Sinclair Executive zsebszámológép (1972-ben jelent meg)

Sinclair mikrokészletét (Sinclair's Micro Kit) egy 1958. június 19-i füzetben jegyezte, három héttel az A-szintje megszerzése előtt. Rajzolt egy rádióáramkört, a Model Mark I-t, alkatrészlistával: készletenkénti költség 49 és 1/2 penny, plusz színes huzal és forrasztás, anyák és csavarok, plusz celluloid áramköri lap (fúrt) kilenc shillingért (45 p). A könyvben megtalálhatóak a Radio Constructor és a Practical Wireless akkori hirdetési díjai. Sinclair becslése szerint havi 1000 darabot állít elő, és minden szállítandó alkatrészből 10 000 darabot rendel a szállítóktól.
Írt egy könyvet a Bernard's Publishing számára, Practical Transistor Receivers Book 1, amely 1959 januárjában jelent meg. Az év végén, majd kilencszer újranyomták. Gyakorlati sztereó kézikönyve 1959 júniusában jelent meg, és 14 éven keresztül hétszer adták ki újra. Az utolsó könyv, amelyet Sinclair a Bernard alkalmazottjaként írt, a Modern Transistor Circuits for Beginners volt, amely 1962 májusában jelent meg. Bernard Babaninál 13 konstruktőri könyvet írt.
1961-ben bejegyezte a Sinclair Radionics Ltd-t. Eredeti választását, a Sinclair Electronics-t választották; A Sinclair rádió elérhető volt, de nem szólt jól. A Sinclair Radionics 1961. július 25-én alakult. Sinclair két kísérletet is tett arra, hogy induló tőkét szerezzen, hogy reklámozza találmányait és vásároljon alkatrészeket. PCB készleteket tervezett, és bizonyos technológiát licencelt. Aztán megtervezte egy miniatűr tranzisztoros zsebrádiót, és támogatót keresett annak gyártásához készlet (KIT) formájában. Végül talált valakit, aki beleegyezett, hogy megvásárolja cége 55%-át 3000 fontért, de az üzlet nem jött létre.
Mivel nem talált tőkét, csatlakozott a United Trade Presshez (UTP) az Instrument Practice műszaki szerkesztőjeként. Sinclair segédszerkesztőként jelent meg a kiadványban 1962 márciusában. Sinclair leírta a szilícium planár (sík) tranzisztorok készítését, tulajdonságaikat és alkalmazásukat és remélte, hogy 1962 végére elérhetőek lesznek. Felmérést végzett a félvezető eszközökről az Instrument Practice számára, amely 1962 szeptembere és 1963 januárja között négy szekcióban jelent meg.
Utoljára 1969 áprilisában lépett fel segédszerkesztőként. Az UTP-n keresztül Sinclair 36 gyártó több ezer eszközéhez férhetett hozzá. Felvette a kapcsolatot a Semiconductors Ltd-vel (akik abban az időben a Plessey által gyártott félvezetőket árusították), és elrendelte a javítást. Kidolgozott egy miniatűr rádió tervet, amelyet néhány szárazelem cella működtet, és megállapodást kötött a Semiconductors-szal, hogy megvásárolja a Micro-alloy tranzisztorait (MAT) egyenként 10 000-es dobozokban. Ezután elvégezte saját minőség-ellenőrzési tesztjeit és forgalomba hozta az átnevezett MAT 100-at és 120-at, valamint 101-et és 121-et.

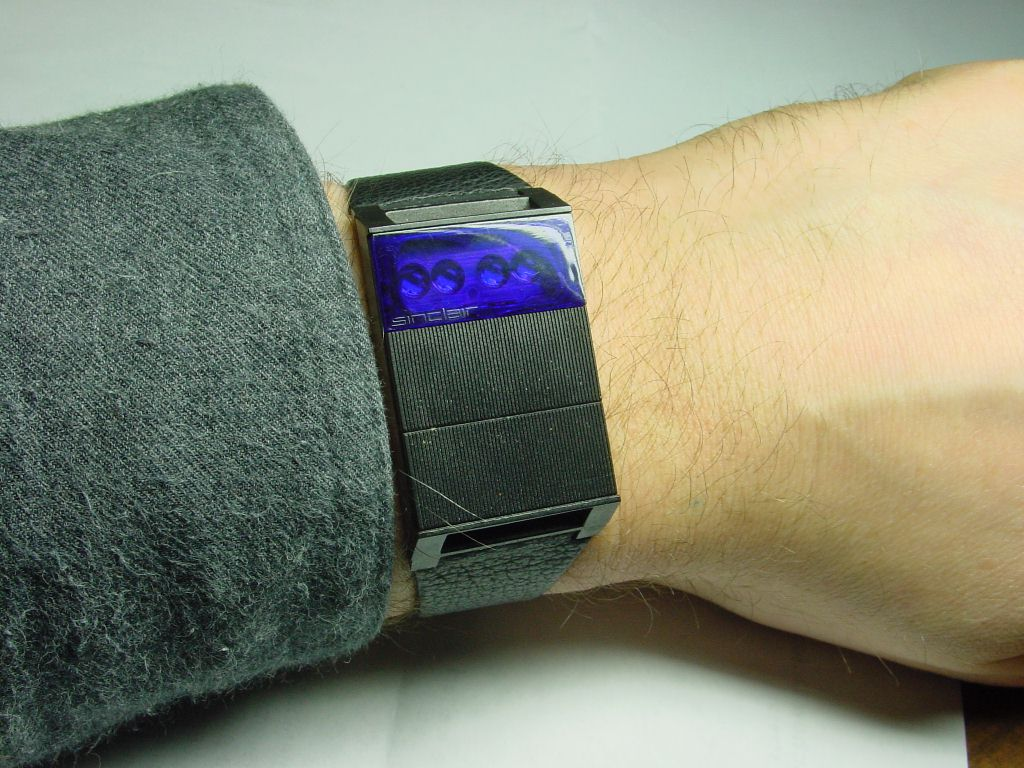
Sinclair Radionics Black Watch (1975)

Az 1960-as évek végén és az 1970-es évek elején a Sinclair Radionics kézi elektronikus számológépeket, miniatűr televíziókat és digitális Black Watch karórát gyártott. Ez utóbbi, 1975-ben bemutatott termék jelentős kudarcot okozott Sinclair számára: amellett, hogy nem tudta kielégíteni a keresletet, magát az órát is pontatlannak és nehezen szervizelhetőnek találták, az akkumulátor élettartama pedig túl rövid volt. A Sinclair Radionics 1975–1976-ban szenvedte el első pénzügyi veszteségét, és a Sinclair potenciális befektetőket keresett, hogy segítsenek visszaszerezni az elveszett alapokat. Végül a Nemzeti Vállalkozási Tanácsnál (NEB) dolgozott, amely 1976-ban 43%-os részesedést vásárolt a cégben, de ezt a forrásbevonást azonban túl későinek találták, mivel ekkorra már más cégek is elkezdtek hasonló termékeket alacsonyabb költségek mellett gyártani a piacon. A NEB korszerűsítette a Sinclair Radionics termékcsaládját, kiárusította az óra- és televíziós vonalakat, és Norman Hewitt ügyvezető igazgatót választotta Sinclair segítségére. Míg Sinclair erőfeszítéseket tett Hewitttel és a NEB-vel való együttműködésre, kapcsolata ezekkel romlott, mivel a NEB nem hitt Sinclair víziójában. 1979-re a NEB a Sinclair Radionics feloszlatása mellett döntött, műszerrészlegét Sinclair Electronics néven folytatta, televíziós részlegét pedig eladta a Binatone-nak (brit-hongkongi távközlési vállalat), számológép-részlegét pedig az ESL Bristolnak. Maga Sinclair ekkor hagyta el a céget. A NEB gyakorlatilag veszteségként írta le a Sinclair Radionicsba fektetett 7 millió font értékű befektetését. Sinclair arany kézfogást és becslések szerint 10 000 font értékű csomagot kapott cége feloszlatásával.

### Sinclair Research

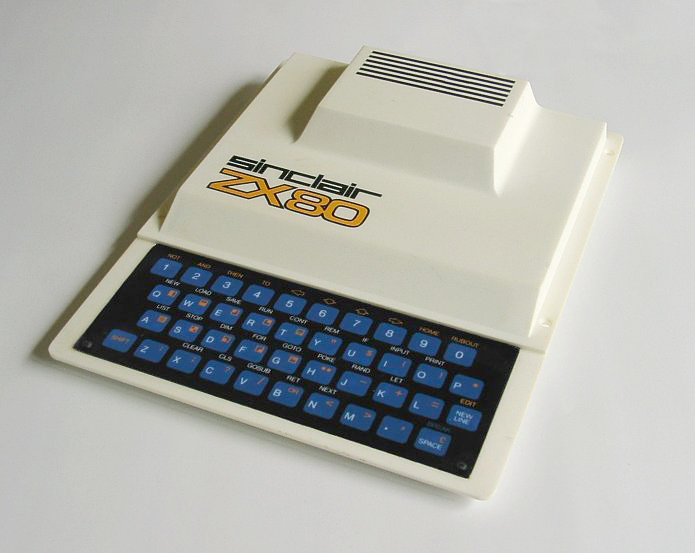
Sinclair :en:ZX80 home computer (1980-ban jelent meg)

Amíg Sinclair a NEB-vel foglalkozott és problémákat tapasztalt, egy korábbi alkalmazottja, Christopher Curry 1977 júliusában megalapította a Science of Cambridge Ltd nevű "mentőcsónakos" céget, ami a Cambridge-i Egyetem közelében helyezkedett el és azt tervezték, hogy Curry technológiát fejleszt az iskola ötletei alapján. A Science of Cambridge egyik korai terméke egy csuklós számológép volt, amely segített a vállalat pénzügyi életben tartásában.
Mire Sinclair elhagyta a Radionicst és csatlakozott Curryhez a Cambridge-i Science-nél, az olcsó mikroprocesszorok kezdtek megjelenni a piacon. Sinclair egy mikroprocesszoros oktatókészlet eladásának ötletével állt elő, és 1978 júniusában a Science of Cambridge piacra dobta a National SC/MP chipen alapuló MK14 készletet, 1978 júniusában. Amikor Sinclair elkezdett dolgozni az MK14 utódján, Curry megbeszéléseket folytatott Hermann Hauserrel, és úgy döntött, elhagyja a Science of Cambridge-et, hogy 1978-ban Hauserrel közösen megalapítsa az Acorn Computers-t válasza az MK14-re, gyakorlatilag egy MK14 chip billentyűzettel.
Az MK14 nyomon követése érdekében Sinclair személyi számítógép gyártásába kezdett. Abban az időben (1979) az előre elkészített rendszerek, mint például a Commodore PET körülbelül 700 fontba kerültek, és Sinclair úgy gondolta, hogy egy rendszer árát 100£ (GBP) alá tudja szorítani. A költségek alacsonyan tartása szintén elengedhetetlen volt számára, hogy elkerülje, hogy termékei az amerikai vagy japán megfelelőinél drágábbak legyenek, ahogyan ez a Sinclair Radionics számos termékével történt. 1979 májusában Jim Westwood, a Sinclair Radionics egykori alkalmazottja, akit Sinclair ehhez az új céghez vett fel, elindította a ZX80 projektet a Cambridge-i Science-nél; 1980 februárjában dobták piacra 79,95 GBP-ért készletben és 99,95 fontért készre szerelve. A ZX80 azonnal sikeres volt, és az Egyesült Királyságban történő eladások mellett Sinclair az Egyesült Államokban is igyekezett bevezetni a számítógépet. A Science of Cambridge nevet később Sinclair Computers Ltd-re, majd Sinclair Research Ltd-re keresztelték.
Amikor meghallotta, hogy a BBC televíziós sorozat futtatására készül, hogy a nézőket számítástechnikára és programozásra tanítsa, Sinclair és Curry is nyomást gyakorolt a BBC-re, hogy válasszon számítógépeket saját cégeitől elsődleges eszközként. Ez előremozdította a Sinclair ZX81 fejlesztését, mint Sinclair szabványát a BBC számára. A ZX81-et készletben 49,95 fontért, készre szerelve pedig 69,95 fontért, postai rendelés alapján dobták piacra. Végül a BBC az Acornt választotta, és szabványosította az Acorn Atom utódját – eredeti nevén Acorn Proton, de végül BBC Micro néven. Annak ellenére, hogy kikapott a BBC-vel szemben, Sinclair nyomása a ZX80-at és a ZX81-et az Egyesült Királyságban és az Egyesült Államokban az egyik legtöbbet eladott számítógépmárkává tette, valamint megállapodást kötött Japánban a Mitsui-val. Számos felhasználói csoport, magazin és harmadik féltől származó kiegészítő kezdett megjelenni mindkét számítógéphez.

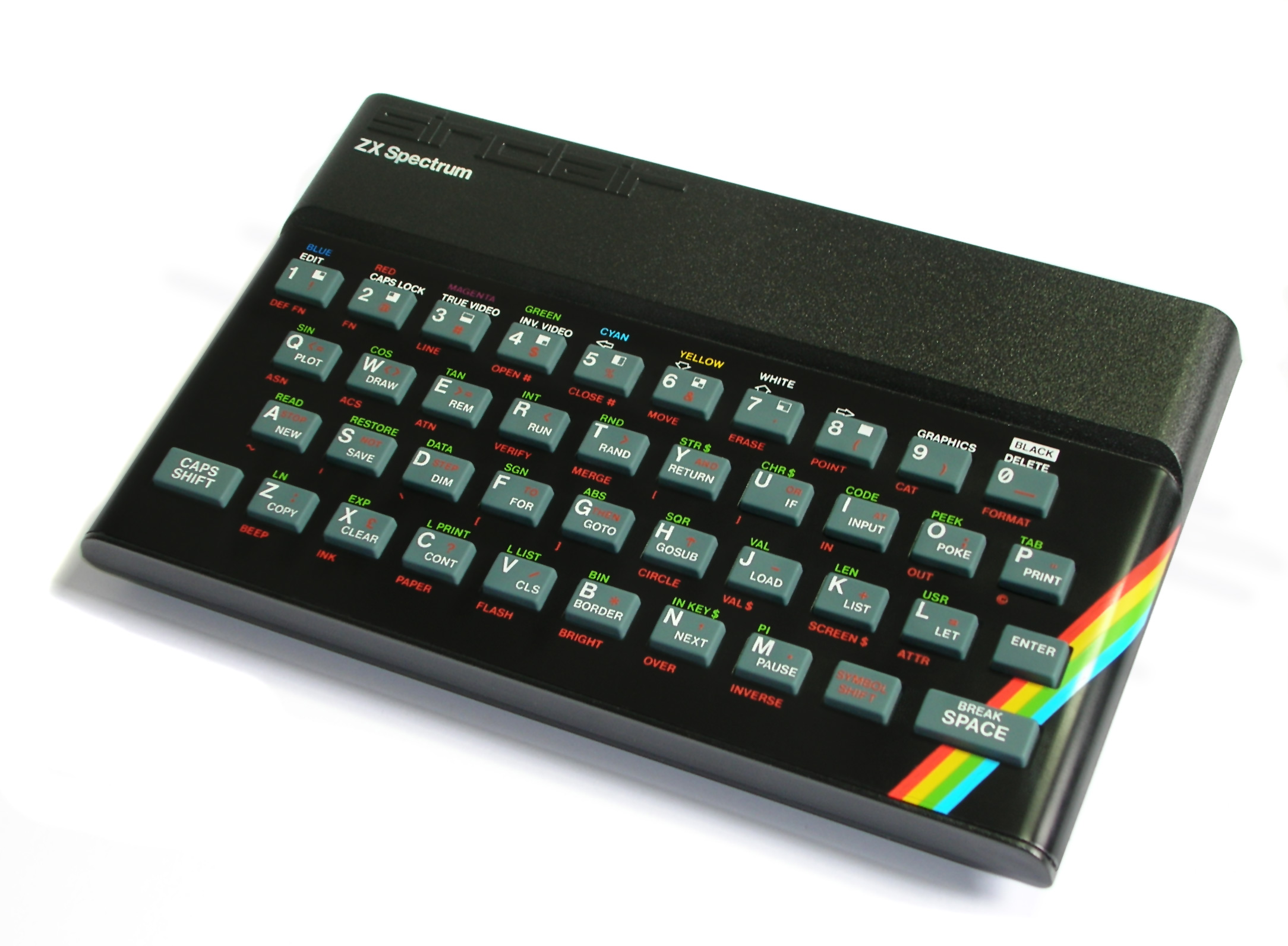
ZX Spectrum (1982-ben bemutatva)

1982 februárjában a Timex engedélyt kapott Sinclair számítógépeinek gyártására és forgalmazására az Egyesült Államokban Timex Sinclair néven. Áprilisban a ZX Spectrum piacra került 125 GBP-ért a 16 kB RAM-os verzióért és 175 GBP-ért a 48 kB-os verzióért. Ez volt az első olyan számítógép a ZX sorozatban, amely támogatta a színes kimenetet. A ZX Spectrum megfizethetőbb maradt, mint a piacon lévő többi számítógép, beleértve a BBC Micro-t, a Commodore VIC-20-at vagy az Apple II-t, és a recesszió és a magas munkanélküliség idején az Egyesült Királyságban a Sinclair a termelékenységi alkalmazások alacsony költségű otthoni számítógépeként pozicionálta. Abban az évben azonban a tinédzserek és a fiatal felnőttek körében is népszerű ajándéknak bizonyult. Ez oda vezetett, hogy számos fiatal megtanult programozni a ZX Spectrumon, az újonnan felfedezett színtámogatást használva, hogy a brit humor ihlette mókás videojátékokat készítsenek, amelyeket szájról szájra és postai megrendelés útján értékesítettek. A ZX Spectrumot használó, úgynevezett „hálószoba kódolók” (bedroom coders) kezdték az Egyesült Királyság videojáték-iparát megalapozni. 1984-ig több mint 3500 játékot adtak ki a ZX Spectrumhoz.
A ZX Spectrum népszerűsége Nyugat-Európába is átterjedt. Míg Sinclair nem tudott importálni a kelet-európai országokba, amelyek akkor még a szovjet blokkon belül voltak, a ZX Spectrum számos olcsó klónja jelent meg ezekben az országokban, ami tovább lendítette a hasonló hálószoba-kódolók videojáték-fejlesztésének megkezdését. A ZX Spectrum az Egyesült Királyság legtöbbet eladott számítógépe lett, több mint 5 millió darabot adtak el belőle, mielőtt 1992-ben leállították. A Sinclair Research számítógépei 1984-ben a brit piac 45%-át tették ki, beleértve a brit és amerikai cégek termékeit is.
A számítógép-piac folyamatos sikere továbbra is hozzájárult a Sinclair Research profitjának növeléséhez. 1982-ben a cég 9,2 millió font adózás előtti nyereséget könyvelhetett el, 27,6 millió font forgalma mellett. Maga Sinclair nettó értékét több mint 100 millió fontra becsülték 1983-ban, két évvel az első ZX számítógép piacra dobása után. A további pénzeszközökkel Sinclair 1982-ben a Barker & Wadsworth ásványvíz-palackozó üzemet a vállalat központjává alakította.

### Sinclair járművek és a piac hanyatlása

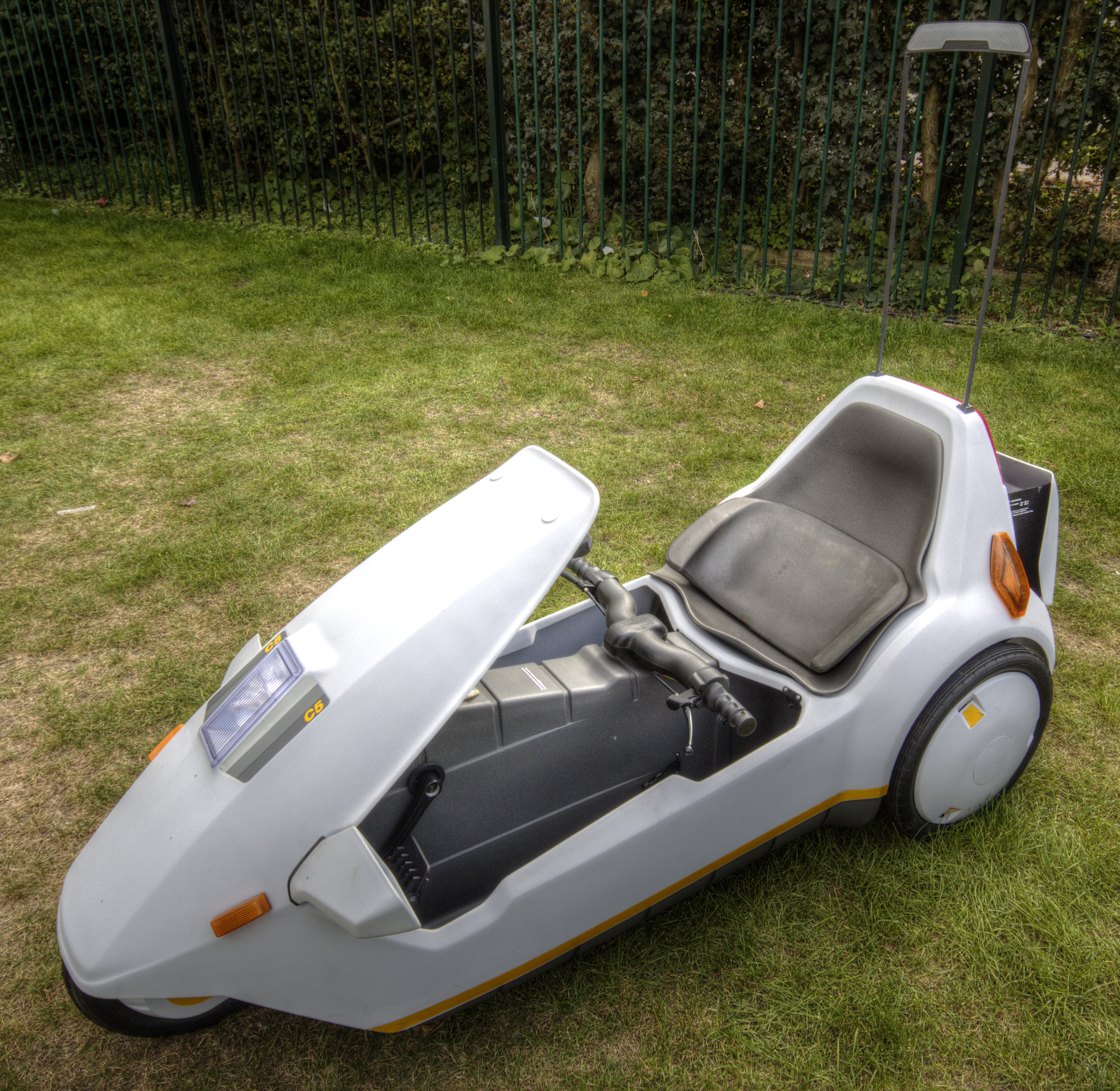
en:Sinclair C5 elektromos jármű (1985-ben dobták piacra)

Mivel a Sinclair Research továbbra is sikeres volt, a Sinclair 1983 márciusában új céget indított, a Sinclair Vehicles Ltd.-t elektromos járművek fejlesztésére, a Sinclair Research által termelt tőke 10%-át felhasználva és saját részvényeinek egy részét eladta az új vállalkozás finanszírozására. Sinclair az 1970-es évek óta érdeklődött az elektromos járművek iránt a Sinclair Radionics-nál, és 1979 óta dolgozott együtt Tony Wood Rogersszel, a Radionics egykori alkalmazottjával, hogy elkezdjék kifejleszteni egy új jármű prototípusait a piac számára. A cég egyetlen terméke a Sinclair C5 volt, amelyet 1985 januárjában dobtak piacra. A Sinclair C5 jelentős kudarcnak számított, mivel piackutatás nélkül fejlesztették ki. Széles körben kritizálták és nevetségessé tették magas ára, játékszerű megjelenése, a biztonsági elemek hiánya és az időjárási hatásoknak való kitettsége miatt, valamint azért, mert a felhasználónak meredekebb dombokon pedáloznia kell a járművel. Míg Sinclair arra számított, hogy az első évben 100 000 C5-öt fognak eladni, csak 14 000 darabot gyártottak, és 4500-at adtak el, mielőtt a C5-ös vonalat ugyanabban az évben augusztusban megszüntették.
A Sinclair másik figyelemre méltó gyújtáskihagyása a Sinclair Research TV80 volt, egy katódsugárcsövet használó, lapos képernyős hordozható mini televízió, amelynek kifejlesztése több évig tartott, és mire a TV80 1983-ban piacra készen állt, a Sony Watchman már megjelent Japánban. 1982-ben. Ezenkívül az LCD televízió technológia már fejlett fejlesztés alatt állt, hogy megkerülje a CRT korlátait. A TV80 kereskedelmi bukta volt, mindössze 15 000 darabot gyártottak. A kereskedelmi kudarcok ellenére a C5-öt és a TV80-at is azóta korukat megelőző termékeknek tekintik, a C5 a modern elektromos autók előfutára, a TV80 pedig az okostelefonon történő videók nézéséhez hasonlítható.
Sinclair továbbra is irányította a Sinclair Research-t, miközben folytatta a ZX Spectrum számítógépcsaládot 1983-ban és 1984-ben, valamint elindította a Sinclair QL (a Quantum Leap rövidítése) márkát 1984-ben, amely az IBM és az Apple számítógépeinek üzletágaival versenyezni kívánt, de kb. a költségek fele. 1984 vége felé azonban az Egyesült Királyságban a személyi számítógépek piaca óvatossá vált; A Sinclair Research kis árháborúba kezdett az Acorn Computers-szel. Az árak csökkenése azt jelentette, hogy a fogyasztók inkább játéknak tekintették ezeket a számítógépeket, nem pedig termelékenységi eszközöknek, és a Sinclair Research lemaradt az 1984-es ünnepi szezonra tervezett értékesítési mérföldkövekről. 1985-ben az Acorn vizsgálat alá került, amely fizetőképességi aggályokat terjesztett az egész számítógépiparban, beleértve a Sinclair Research-t is. Robert Maxwell, a The Daily Mirror és a Pergamon Press tulajdonosa azt tervezte, hogy segíti a Sinclair Research-t a Pergamon Hollis Brothers részlegén keresztül történő 12 millió font értékű felvásárlásával, amelyet 1985 júniusában jelentettek be. Az üzlet azonban 1985 augusztusában megszakadt, mivel Sinclair mindössze 10 millió GBP ajánlatot talált a Dixons csoporttal.
A Sinclair Research számára finanszírozott pénzhiány és a C5 kudarca pénzügyi nehézségeket okozott a Sinclair számára. A Sinclair Vehicles 1985 októberében felszámolás alá került, és 1986 áprilisában a Sinclair eladta a Sinclair Research nagy részét az Amstradnak 5 millió fontért. A Sinclair Research Ltd. kutatás-fejlesztési üzletággá és holding társasággá alakult, több spin-off társaságban részesedéssel, amelyeket a cég által kifejlesztett technológiák kiaknázására hoztak létre. Ezek közé tartozott az Anamartic Ltd. (wafer-scale integráció) és a Cambridge Computer Ltd. (Z88 hordozható számítógépek és műholdas televízióvevők).

## Későbbi évek

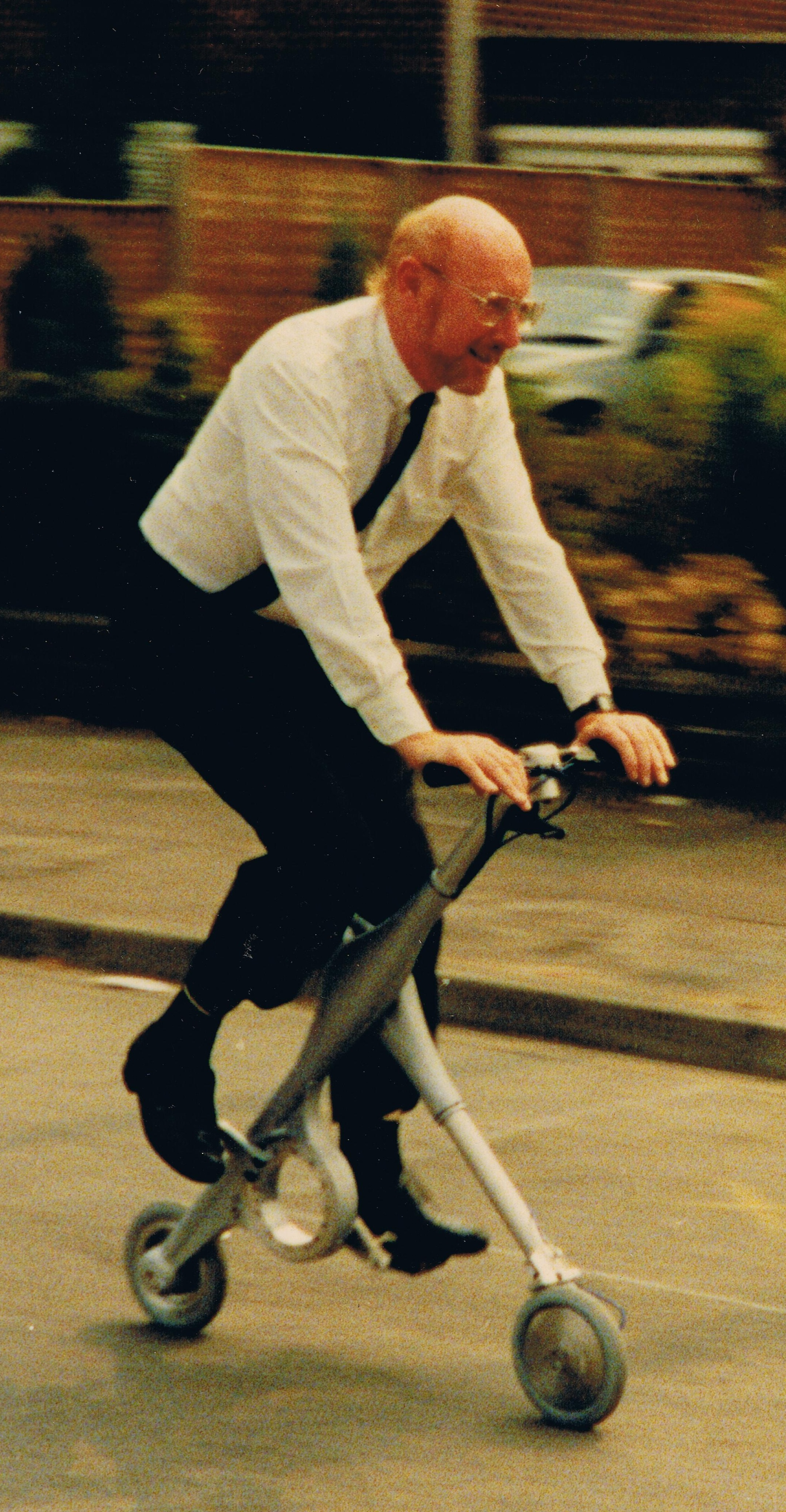
Sinclair egy X-Bike prototípuson

1990-re a Sinclair Research Sinclairből és további két alkalmazottból állt, az 1985-ös csúcson elért 130 alkalmazottról, és tevékenységei később a személyes közlekedésre koncentráltak, beleértve a Zike elektromos kerékpárt is. 2003-ra a Sinclair Research együttműködött a hongkongi Daka céggel. Laboratóriumot hoztak létre a Croydon melletti Dakában, hogy jogdíj alapon fejlesszenek termékeket. A két cég együttműködött egy Sea Scooter és egy kerekesszék-meghajtó létrehozásában. 1997-ben feltalálta a Sinclair XI-t, amely akkora rádió volt, mint egy 10p érme.
A Sinclair a Sinclair X-1 (kétkerekű elektromos jármű) bevezetését tervezte a Sinclair Research-en keresztül, amely egy újabb kísérlet egy személyi elektromos járműre a Sinclair C5 után. Az X-1-et először 2010-ben jelentették be, és olyan dizájn szempontokat tartalmazott, amelyekre a C5-nél is gondoltak, beleértve a nyitott tojásszerű héjat a motoros számára ergonomikusabb üléssel, erősebb motorral és nagyobb akkumulátortárolóval, valamint a C5-nél lényegesen alacsonyabb költségekkel. Az X-1 azonban nem jutott ki a piacra.

## Elismerése
Sinclair számos kitüntetésben részesült az Egyesült Királyság személyi számítógép-iparának megteremtésében nyújtott közreműködéséért. 1983-ban a Bathi Egyetem, a Heriot-Watt Egyetem és a Warwicki Egyetem a Tudományok Tiszteletbeli Doktori fokozatát adományozta neki. A királynő 1983-as születésnapi kitüntetéseinek listáján lovaggá ütötték. 1984-ben a londoni Imperial College megtisztelte azzal, hogy ösztöndíjas lett. 1988-ban a londoni National Portrait Gallery megvásárolta Simon Lewis fotós Sinclair portréját állandó gyűjteményébe.

## Magánélete
Sinclair pókerjátékos volt, és a Late Night Poker első három sorozatában szerepelt a Channel 4-en. Megnyerte a Celebrity Poker Club spin-off első sorozatának döntőjét. Sinclair ateista volt. 159-es IQ-ja volt, a British Mensa tagja volt, és 1980 és 1997 között elnöke volt. Maratonokon is részt vett, köztük több New York-i maratonon.
Annak ellenére, hogy részt vett a számítástechnikában, Sinclair nem használta az internetet, és kijelentette, hogy nem szereti, ha "műszaki vagy mechanikai dolgok vannak körülöttem", mivel ez elvonja a figyelmet a feltalálási folyamatról. 2010-ben kijelentette, hogy ő maga nem használt számítógépet, és szívesebben használja a telefont, mint az e-mailt. 2014-ben azt jósolta: "Ha egyszer elkezdesz olyan gépeket gyártani, amelyek intelligenciájával vetekednek és felülmúlják az embereket, nagyon nehéz lesz túlélnünk."
Ann-nel (Ann Trevor-Briscoe) kötött első, húsz évig tartó házassága 1985 körül válással végződött a vállalataival fennálló folyamatos pénzügyi problémák miatt. Ann-nel kötött házasságából három gyermeke született, Crispin, Bartholomew és Belinda. 2010-ben Sinclair feleségül vette Angie Bownesst, egy Stringfellows night club egykori táncosát, aki Angliát képviselte a Miss Europe 1995-ben. Ez a második házasság hét évig tartott, majd válással végződött.
2021. szeptember 16-án Sinclair egy több mint egy évtizede tartó, rákos megbetegedése következtében meghalt. 81 éves volt. Halála után Sinclairre a számítástechnikában és a videójátékokban nyújtott hozzájárulásairól emlékeztek meg számosan, köztük Elon Musk, Satya Nadella, az Oliver Twins, Debbie Bestwick, Charles Cecil és David Braben.
A Times egyik vezetője halálát követően Sinclairt olyan feltalálóként jellemezte, akinek karrierje a kitartás diadala volt, hasonlóan Nagy-Britannia legnagyobb feltalálóihoz, például Sir James Dysonhoz és Alexander Graham Bellhez, „akik emlékeztetnek arra, hogy a kudarc a siker elengedhetetlen előjátéka.”

## Publikációi
Sinclair elektronikai konstruktőri könyveket írt Bernard Babani kiadó számára:
- Barnards 148 : Practical Transistor Receivers Book 1; 1959. (30 circuits)
- Barnards 149 : Practical Stereo Handbook; 1959.
- Barnards 151 : Transistor Receivers Book 2 – Transistor Superhet Receivers; 1960. (50 circuits)
- Barnards 163 : Transistor Circuits Manual 2; 1960. (13 circuits)
- Barnards 167 : Transistor Circuits Manual 3 – Eleven Tested Transistor Circuits using Prefabricated Circuit Units; 1960. (11 circuits)
- Barnards 168 : Transistor Circuits Manual 4; 1960. (11 circuits)
- Barnards 173 : Practical Transistor Audio Amplifiers for the Home Constructor Book 1; 1961. (32 circuits)
- Barnards 174 : Transistor Subminiature Receivers Handbook for the Home Constructor; 1961.
- Barnards 175 : Transistorized Test Equipment and Servicing Manual; 1961.
- Barnards 176 : Transistor Audio Amplifier Manual; 1962. (32 circuits)
- Barnards 177 : Modern Transistor Circuits for Beginners; 1962. (35 circuits)
- Barnards 179 : Transistor Circuits Manual 5; 1963. (14 circuits)
- Barnards 181 : 22 Tested Circuits Using Micro Alloy Transistors; 1963. (22 circuits)

## Fordítás
- Ez a szócikk részben vagy egészben  a   Clive Sinclair című angol Wikipédia-szócikk fordításán alapul.  Az eredeti cikk szerkesztőit annak laptörténete sorolja fel. Ez a jelzés csupán a megfogalmazás eredetét és a szerzői jogokat jelzi, nem szolgál a cikkben szereplő információk forrásmegjelöléseként.